# 近鐵郡山站
近鐵郡山站（日语：／ Kintetsu-Kōriyama eki */?）是位於日本奈良縣大和郡山市南郡山町，屬於近畿日本鐵道橿原線的鐵路車站。車站編號為B30。

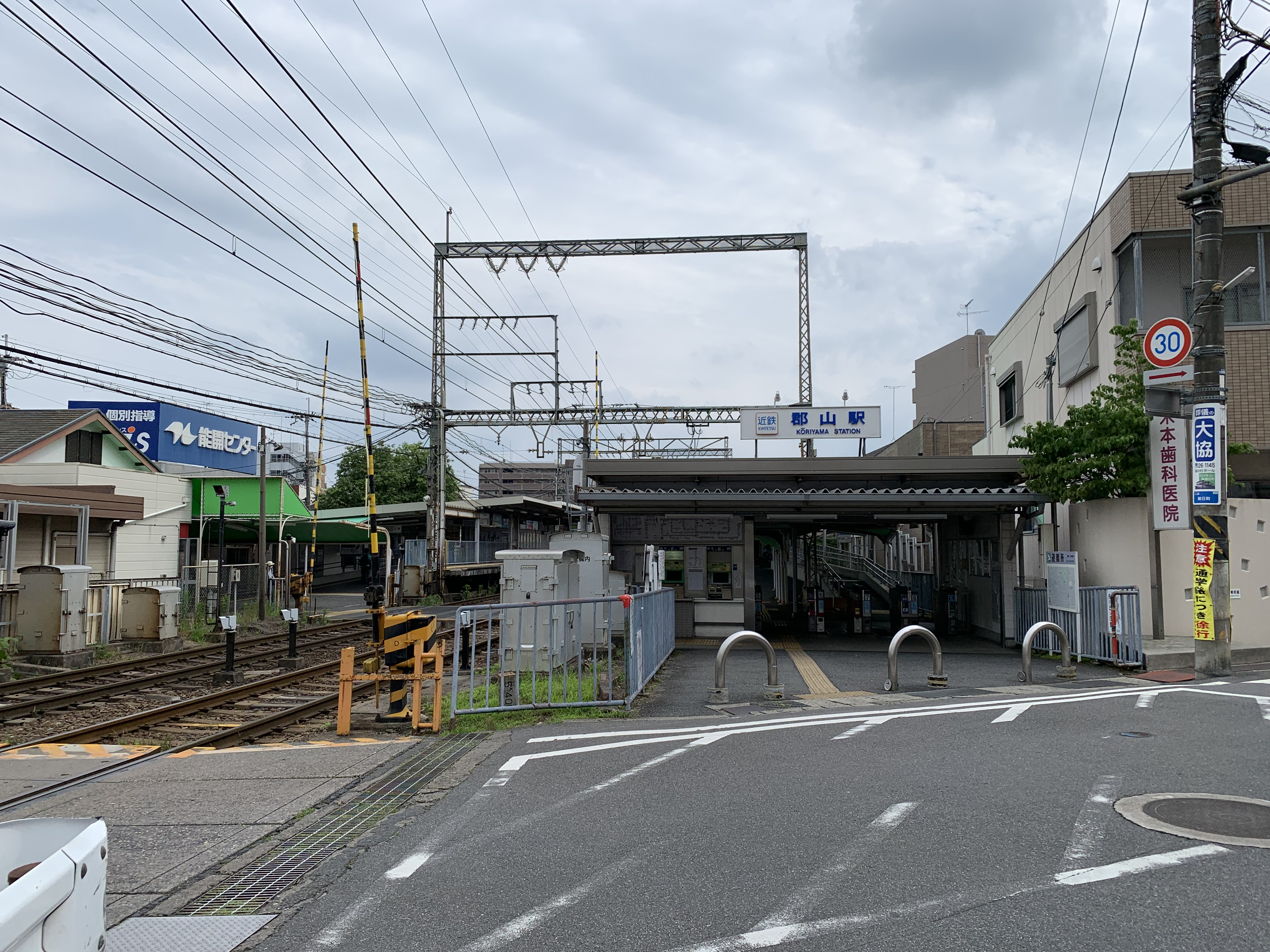
西口(2023年6月)

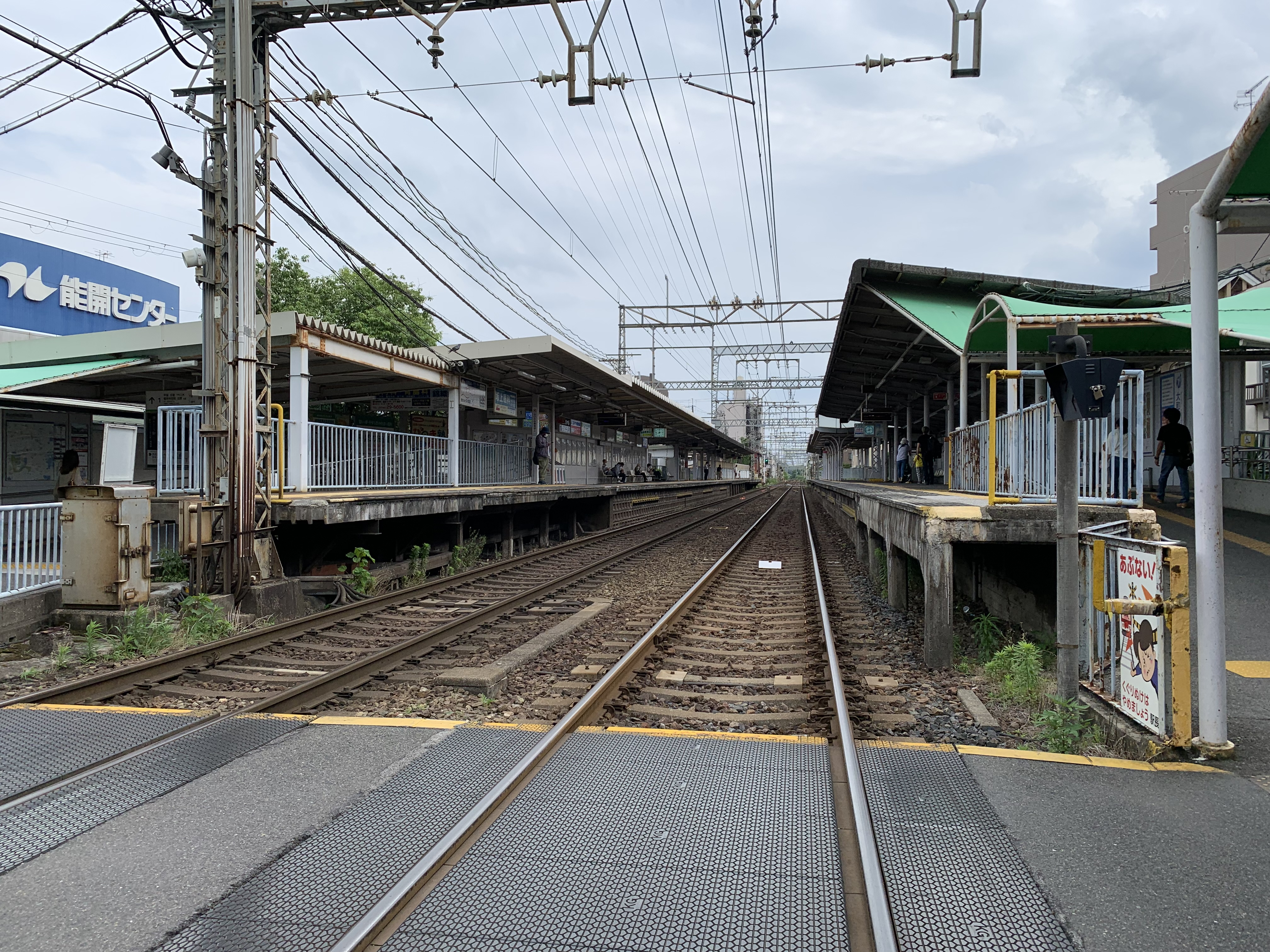
月台全景(2023年6月)

## 車站構造
本站為對向式月台2面2線的地面車站。月台有效長度為6節。站房位於1號月台側，2號月台側為無人的自動閘口，上下行月台以構內平交道聯絡。

### 月台配置
| 月台 | 路線   | 方向 | 目的地                                                               |
| ---- | ------ | ---- | -------------------------------------------------------------------- |
| 1    | 橿原線 | 下行 | 平端、天理、大和八木、橿原神宮前、吉野方向                           |
| 2    | 橿原線 | 上行 | 大和西大寺、奈良、丹波橋、京都、大阪難波、尼崎、甲子園、神戶三宮方向 |

## 使用情況
近年此站1日上下車人次調查結果如下表。
- 2018年11月13日：17,558人
- 2015年11月10日：18,377人
- 2012年11月13日：18,765人
- 2010年11月9日：19,029人
- 2008年11月18日：19,537人
- 2005年11月8日：20,511人

## 相鄰車站
近畿日本鐵道
 橿原線
■急行（下記以外）
大和西大寺（B26）－近鐵郡山（B30）－平端（B32）
■急行（平日10~16時、土休日9~18時台）
西之京（B28）－近鐵郡山（B30）－平端（B32）
■普通
九條（B29）－近鐵郡山（B30）－筒井（B31）

## 外部連結
- 近鐵郡山 - 近畿日本鐵道